# 佐野彰一
佐野 彰一（さの しょういち、1937年 - ）は、日本の自動車技術者。東京都出身。東京大学工学部航空学科卒業。
本田技研工業（ホンダ）において、第1期ホンダF1のシャシー設計などを担当したことで知られる。

## 略歴
父親が自動車・オートバイ好きで、当時父親が持っていたメグロのオートバイがよく調子が悪くなるため、整備を手伝っていたことで、機械関係に興味をもつようになる。一方で幼少期は天文学に興味があったが、父親から「天文学者になってどうやって飯を食っていくんだ？」と聞かれて返答に詰まり、「宇宙に一番近いと思った」との理由で東大の航空学科に進んだとも語っている。この頃、父親のオートバイのエンジンのボアアップのため、ボーリングを発注した工場に持って行った際に、その土間に転がっていたホンダのエンジンを触った所「全然ガタがなかった」のに驚き、将来の就職先としてホンダを意識し始めたという。
1960年に大学を卒業してホンダに入社。ホンダでは当初市販車の設計部門に配属され、同業他社の車の分析などを担当するが、1964年にF1担当部門に配置換えとなり、ホンダ初の実戦用F1マシンであるホンダ・RA271の設計を任される。その後後継車であるRA272や、ローラ・カーズとの共同開発となったRA300、「空冷F1」で知られる珍車・RA302などの設計を担当した。
ホンダの第1期F1参戦終了後は市販車の開発部門に戻り、ホンダ・1300のプロジェクトリーダーを務めた。1972年に安全技術部門に移り、後にプレリュードなどに搭載される4WSシステムなどを開発した（当時の部下に古川修らがいる）。また1985年には一時的にF1部門に復帰、当時ホンダエンジンを搭載していたウィリアムズ・FW10の不具合分析に携わり、サスペンションジオメトリーに問題があると結論づけた。
1999年にホンダを退職し、翌2000年に東京電機大学理工学部教授に就任。2005年から同客員教授となるが、2011年に退任した。大学ではアメリカのフォーミュラSAEに代表されるいわゆる「学生フォーミュラ」を日本に紹介、日本での全日本学生フォーミュラ大会の実現に尽力するなど、産学連携に重点を置いた。
ホンダ退職後も、ホンダコレクションホールに所蔵されている第1期ホンダF1のマシンレストア作業などでホンダとの関係は続いており、インタビュー等で当時を振り返ることも多い。